# Harry Groener
Harry Groener, né le 10 septembre 1951, est un danseur et acteur américain, notamment connu pour le rôle de Richard Wilkins dans la série télévisée Buffy contre les vampires.

## Filmographie

### Cinéma
- 1980 : Brubaker de Stuart Rosenberg : Dr Campbell
- 1998 : Docteur Patch de Tom Shadyac : Dr Prack
- 1998 : Danse passion de Randa Haines : Michael
- 2002 : Monsieur Schmidt d'Alexander Payne : John Rusk
- 2002 : Manna from Heaven de Gabrielle Burton et Maria Burton : Tony
- 2011 : The Selling d'Emily Lou : L'homme aux enchères
- 2014 : Bread and Butter de Liz Manashil : Donald Karinsky
- 2015 : Le Projet Atticus de Chris Sparling : Lawrence Henault
- 2017 : A Cure for Life de Gore Verbinski : Pembroke
- 2023 : Oppenheimer de Christopher Nolan :  Gale W. McGee

### Télévision
- 1985 : Les Enquêtes de Remington Steele : Preston Hayes (saison 4 épisode 6)
- 1988-1991 : Dear John : Ralph Drang (68 épisodes)
- 1990 : Star Trek : La Nouvelle Génération : Tam Elbrun (saison 3 épisode 20)
- 1991 : Code Quantum : détective Ward (saison 4 épisode 5)
- 1996-1997 : Dingue de toi : Lance Brockwell (saison 5 épisode 2, 3, 10, 18)
- 1996 : Star Trek : Voyager : un magistrat (saison 3 épisode 7 (Rite sacré))
- 1999-2003 : Buffy contre les vampires : le maire Richard Wilkins (14 épisodes)
- 2000 : Profiler : Vincent Capobianco (saison 4 épisode 15)
- 2000 : Sarah : Alan
- 2000 : Charmed : père Thomas
- 2000 : Amy : Mike Holcombe
- 2000 : City of Angels
- 2000-2003 : À la Maison-Blanche : Secrétaire à l'Agriculture Roger Tribbey (2 épisodes)
- 2001 : Troisième planète après le Soleil : Dr Powell (saison 6 épisode 9)
- 2001 : Boston Public : Mr. Jacobs
- 2001 : Les Rois du Texas : Dr Tate / Larry (voix)
- 2001 : Le Drew Carey Show : Dr Hershlag
- 2001 : Le Protecteur : Fulton Trout
- 2001 : Temps mort : Dr Casey Henderson (saison 1 épisode 13)
- 2002 : Malcolm : Rudy
- 2002 : Ellie dans tous ses états : Robert
- 2002 : Roswell : Dr Burton Weiss
- 2002 : Philly : Dabney Cooper
- 2003-2006 : Las Vegas : Gunther (6 épisodes)
- 2004 : I'm with Her : Principal Marvin Talbot
- 2004 : Dr Vegas : Hank Harold (2 épisodes)
- 2004 : Less Than Perfect : Dr Lars Skaarsgard
- 2004 : Huff : Mr. Wayne
- 2005 : Monk : John Ricca
- 2005 : Jack et Bobby : Warren adulte (saison 1 épisode 21)
- 2005 : Star Trek : Enterprise : Nathan Samuels (saison 4 épisode 20 et 21)
- 2005 : Medium : patron de Joe (saison 2 épisode 9)
- 2006 : The Bernie Mac Show : Dr Lyons
- 2006 : Bones : Dr Henry Atlas (saison 1 épisode 11)
- 2006-2013 : How I Met Your Mother : Clint (3 épisodes)
- 2007 : Les Experts : Peyton Tallman
- 2009 : Breaking Bad : Dr Chavez
- 2011 : Los Angeles, police judiciaire : Attorney Spicer
- 2011 : The Middle : Gene
- 2011 : Once Upon a Time : Martin (saison 1 épisode 5)
- 2011 : Supernatural : professeur Morrison (saison 7 épisode 13)
- 2013 : Mentalist : Francisco Navarro (saison 5 épisode 19)
- 2014 : Major Crimes : Mr. Kleiner
- 2018 : Young Sheldon : Elliot Douglas (saison 1 épisode 10)
- 2018 : Esprits criminels : Leonard Hagland (saison 13, épisode 19)